# 3250 Martebo
3250 Martebo è un asteroide della fascia principale. Scoperto nel 1979, presenta un'orbita caratterizzata da un semiasse maggiore pari a 3,0179039 UA e da un'eccentricità di 0,1003922, inclinata di 9,54595° rispetto all'eclittica.